# Carta Marina

Carta Marina, Exemplar in Uppsala

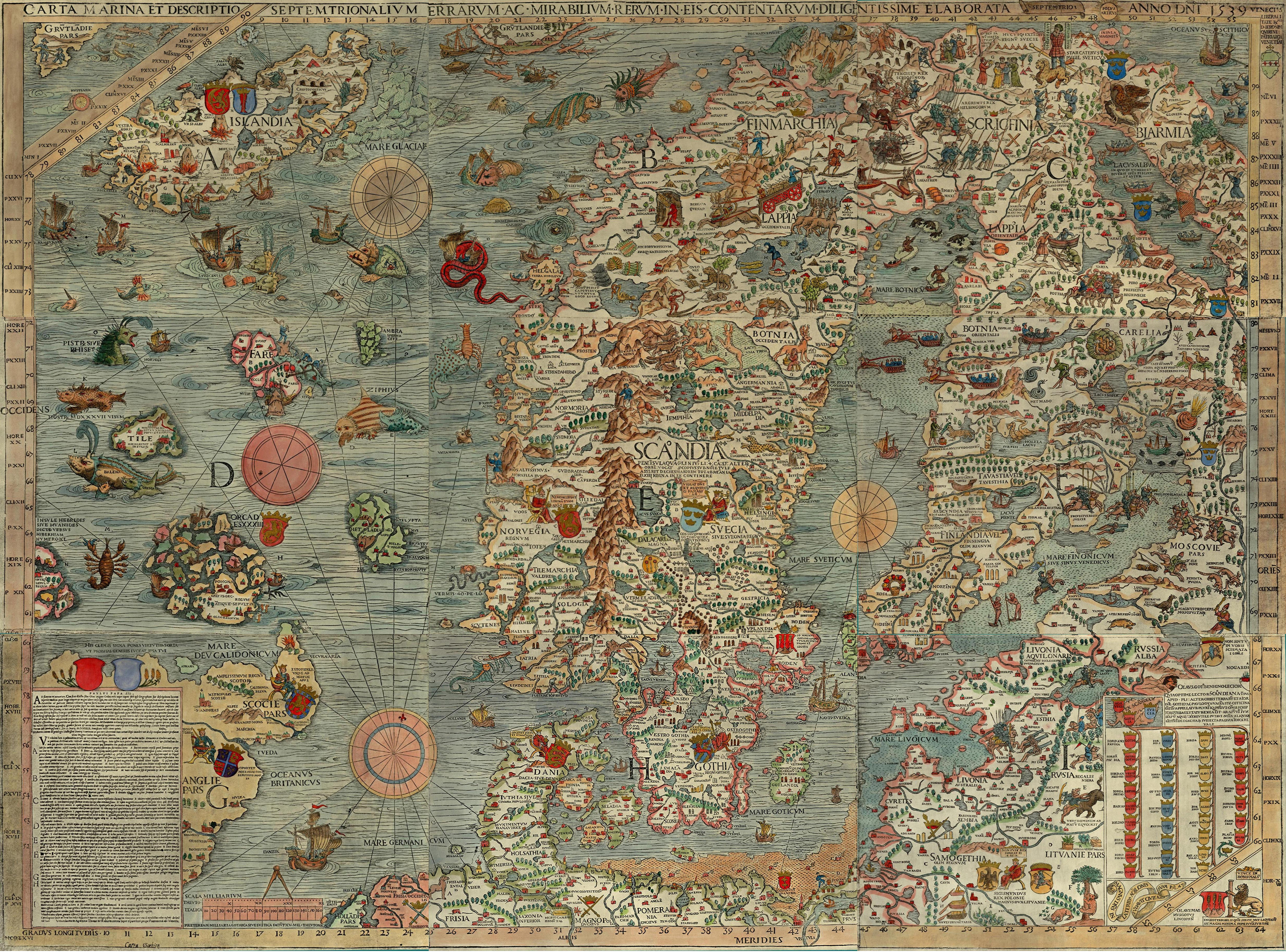
Handkoloriertes Faksimile der Carta Marina aus der James Ford Bell Library an der University of Minnesota Minneapolis (1949)

Die Carta marina et descriptio septemtrionalium terrarum ac mirabilium rerum in eis contentarum diligentissime elaborata anno dni 1539 („Seekarte und Beschreibung der nordischen Länder und deren Wunder, sorgfältig ausgeführt im Jahr des Herrn 1539“) von Olaus Magnus ist die früheste nach heutigem Standard einigermaßen korrekte Landkarte Nordeuropas und enthält zahlreiche Details und Ortsangaben, darunter auch einen Hinweis auf das sagenumwobene Tile bzw. Thule.

## Geschichte
Die Karte wurde von dem schwedischen Bischof Olaus Magnus in zwölf Jahren Arbeit von 1527 bis 1539 in Rom angefertigt. Es sind nur wenige Karten Skandinaviens früheren Datums bekannt. Davon dienten Olaus Magnus die Karten des Claudius Claussön Swart um 1427 und die des Jacob Ziegler aus dem Jahre 1532 neben eigenen Reisen sowie den Berichten und Karten von Seefahrern ebenso als Vorbild wie die Skandinavienkarte aus der 1467 von Donnus Nicolaus Germanus herausgegebenen Cosmographia Claudii Ptolomaei Alexandrini.
Der Formschneider, der die neun Druckstöcke im Format 56 × 41 cm geschnitten hat, ist namentlich nicht bekannt, doch ist der Einfluss des Jacopo Gastaldi erkennbar. Die ersten unkolorierten Drucke wurden 1539 in Venedig hergestellt. Der Patriarch von Venedig, Girolamo Querini, unterstützte das Unternehmen mit 400 Dukaten, den Verlag übernahm ein Tommaso Rossi (Thomas de Rubis), der seinen Laden in der Nähe der Rialto-Brücke hatte. Gleichzeitig mit der Karte wurden Benutzungsanweisungen in deutscher und italienischer Sprache veröffentlicht:
- Ain kurze auslegung und verklerung der neuen mappen von den alten Göttenreich und andern nordlenden sampt mit den uunderlichen dingen in land und uasser darinnen begriffen biss her also klerlich nieintuuelt geschriben. Vnd zu lob und eer der kiinigkliche stat Danzig in Prayssen und gemainer nutz durch Olaum Magnum Gotthum Lincopen. aussgangen in Venedig nach Christi geburt 1539.[6]
- Opera breue, la quale demonstra, e dechiara, ouero da il modo facile de intendere la charta, ouer delle terre frigidissime di settentrione: oltra il mare germanico, doue si contengono le cose mirabilissime de quelli paesi, fin'a quest'hora non cognosciute, ne da greci, ne da latini.[7]

1555 ließ Olaus Magnus als Kommentarwerk zur Karte seine Historia de gentibus septentrionalibus drucken, eine Landesbeschreibung Skandinaviens.
Papst Paul III. belegte die Karte mit einem zehn Jahre währenden Druckprivileg, das die Nachahmung und unautorisierte Weiterverbreitung verhindern sollte. Auch die venezianische Regierung erließ eine entsprechende Verordnung. Diese Privilegien sind links unten auf der Karte abgedruckt. Trotzdem war die Karte kein geschäftlicher Erfolg. Sie wurde jedoch nach Ablauf der Schutzfrist nachgedruckt, wobei auch kolorierte Exemplare entstanden. 1572 gab Antonio Lafreri eine Kopie von etwa einem Zehntel der ursprünglichen Größe als Kupferstich heraus, von der einige wenige Exemplare erhalten sind. Daneben diente die Carta Marina mit ihren vielen Details u. a. Gerhard Mercator als Vorbild. So beruhen mehrere spätere Island-Karten wie die im Atlas Maior von Willem Janszoon Blaeu auf der Carta Marina. Letztmals wurde die Karte 1574 von Josias Simler erwähnt.
Erst 1886 entdeckte der Historiker Oscar Brenner ein Exemplar der Karte in der Münchner Hof- und Staatsbibliothek. Ein zweites Exemplar wurde 1961 in der Schweiz entdeckt und 1962 in die Sammlung Carolina Rediviva der schwedischen Universität Uppsala eingegliedert. Diese beiden Originale sind nicht koloriert.

## Beschreibung
Die Karte hat die Maße 1,70 m Breite × 1,25 m Höhe. Aufgrund ihrer Größe handelte es sich um eine Wandkarte und nicht, wie der heutige Name Carta Marina annehmen lässt, um eine Seekarte. Da es damals nicht möglich war, Druckwerke dieser Größe herzustellen, wurde die Karte aus neun einzelnen Drucken in der Größe von jeweils 56 × 41 cm zusammengefügt. Die Karte ist durch die benutzten Druckstöcke in 9 Felder eingeteilt, die die Buchstaben A bis I tragen.

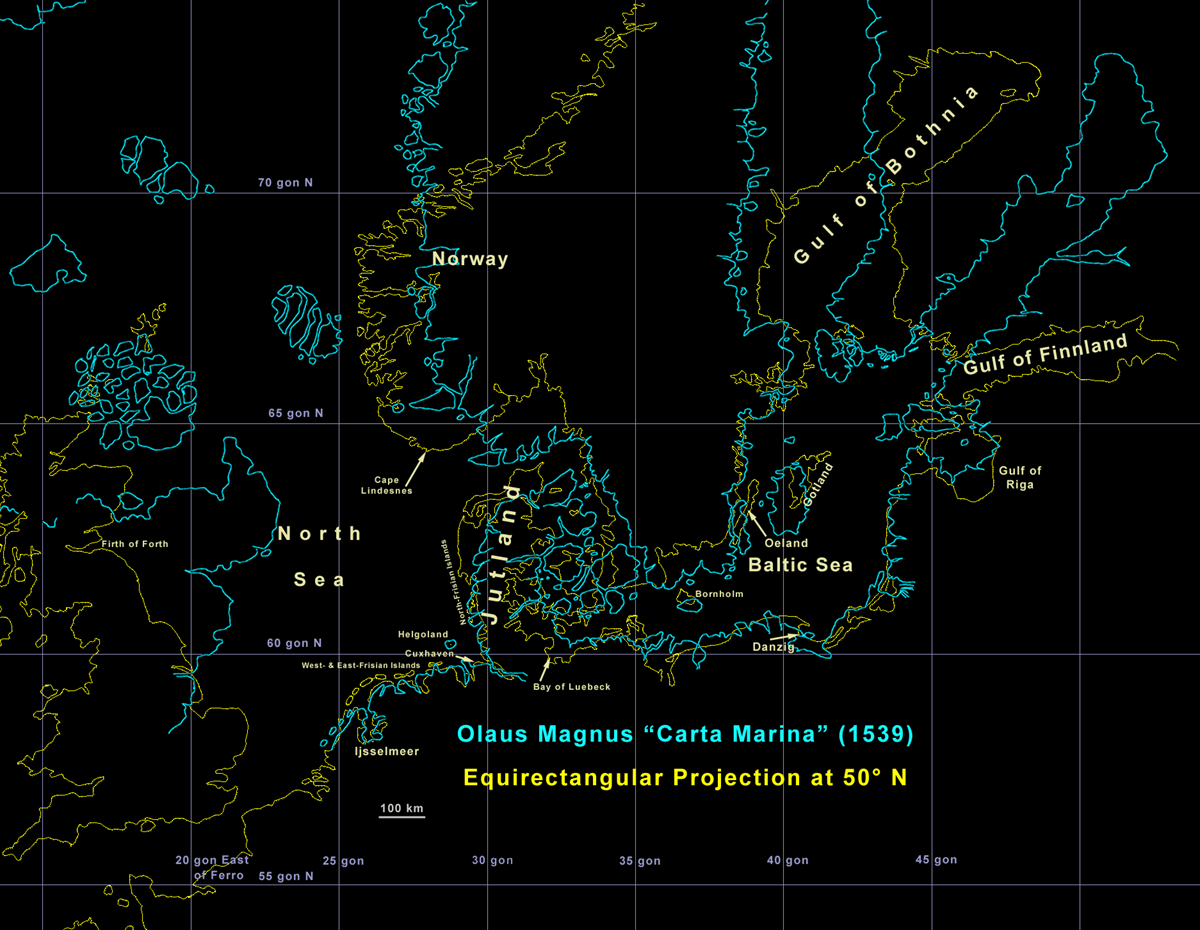
Vergleich der Carta Marina mit einer modernen Karte

Die Karte zeigt (im Uhrkreis, beginnend links oben) Island, Schweden, Norwegen, Finnland, das Großfürstentum Moskau, das Baltikum, Polen-Litauen, die südliche Ostseeküste, Dänemark, Schottland, die Orkney-Inseln, die Färöer und Thule. In der Mitte der Karte steht mit großen Buchstaben Scandia..

### Geographie
Wie die Ausgaben der Ptolomäus-Karten im 15. und 16. Jahrhundert ist die Carta Marina mit den antiken Klimata gerahmt, ein geographisches Netz ist aber nicht eingezeichnet. Die Breitengrade reichen von 55° bis zum Polarkreis, den Olaus Magnus aber mit 90° angibt. Es ist anzunehmen, dass dieser Rahmen der Karte nachträglich beigegeben wurde und nicht zu ihrer Konstruktion diente. Angegeben sind außerdem die Tageslängen.
Auf der Karte befinden sich mehrere Windrosen. Auf einer von ihnen deutet eine Lilie leicht nach Nordosten, was zeigt, dass Olaus Magnus bereits den Unterschied zwischen dem Nordpol und dem magnetischen Nordpol kannte. Letzterer ist als Magnetinsel (insula magnetu(m)) in Nordlappland rechts oben auf der Karte lokalisiert. Darüber ist im Rahmen der polus articus (Nordpol) wiedergegeben.
Rechts unten auf der Karte ist der Maßstab angegeben, der ca. 1 : 2 Millionen beträgt. In drei Spalten sind die italienische, deutsche und schwedische Meile unter einem Zirkel dargestellt.

### Details
Über Landschaft und Ortschaften hinaus sind auf der Karte zahlreiche Details abgebildet, die die Tierwelt und die Lebensweise der Bewohner darstellen. Alle Abbildungen sind mit lateinischen Texten beschriftet. So sieht man auf Island Vulkane und Eisbären auf Eisschollen, aber auch die Gewinnung von Schwefel (sulfur). Auf Grönland (Grutlandie), das in zwei Teilen östlich und westlich von Island dargestellt ist, sind Behausungen und Boote der Inuit abgebildet. Besonders ausführlich bebildert sind Schweden und Norwegen, die Olaus Magnus durch eigene Reisen bekannt waren. Man sieht in Lappland Rentiere, die Schlitten ziehen, Elche, die gegen Wölfe kämpfen, verschiedene Tierarten, (Eis-)Fischer, Bootsbauer und Skifahrer, diverse Jagdszenen, bei denen auch eine Frau beteiligt ist, sowie den Handel mit Stockfisch und Pelzen.
Neben realistischen Szenen aus Natur und Kultur finden sich auch Darstellungen aus der Sagenwelt: An dominanter Stelle direkt unter dem Nordpol ist neben Heiden, die Sonne und Feuer anbeten, und ihren Nomadenzelten der sagenhafte Held Starkad abgebildet. Wie der biblische Mose ist er mit zwei Tafeln in der Hand dargestellt. Die Aufschrift der Runentafeln ist daneben lateinisch wiedergegeben: starcatervs pvgil sveticvs = Starkad, der schwedische Faustkämpfer. Er symbolisiert so einerseits Schwedens politisch-militärischen Machtanspruch, andererseits sollen die Schrifttafeln beweisen, dass es sich bei Schweden um eine alte Kulturnation handelt. Der Stammbaum der antiken und sagenhaften Völker rechts unten, die Skandinavien in der Vorzeit besiedelt haben sollen, vermittelt denselben Anspruch. Andere unrealistische Darstellungen beruhen wohl auf Geschichten, die man Olaus Magnus erzählte: Auf Island lockt ein Mann Tiere mit dem Spiel auf der Gambe an. Im Norden Russlands überwintern Gänse angeblich eng aneinander gedrängt im Schutz von Gesträuch unter Schneehaufen.

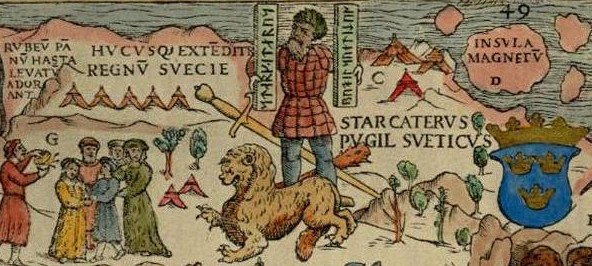
Der magnetische Nordpol (insula magnetu(m)), davor der mythologische nordische Held Starkad
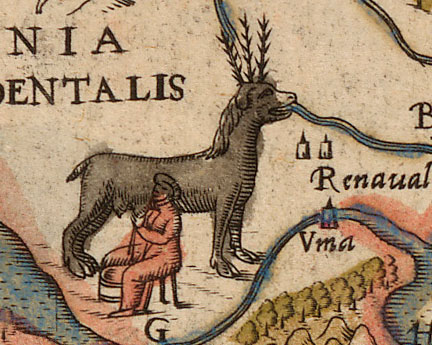
Same beim Melken eines Rentiers
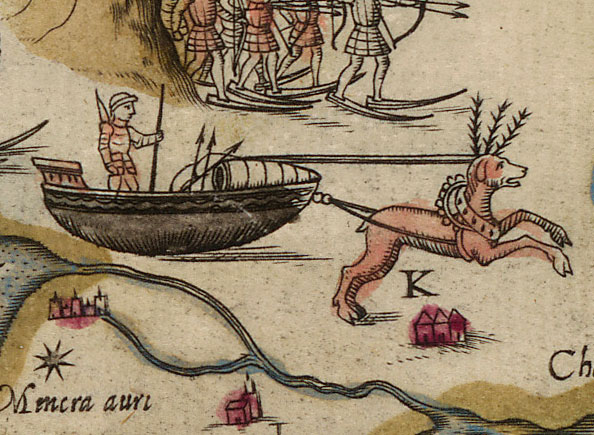
Schlittenziehendes Rentier, dahinter Soldaten auf Skiern
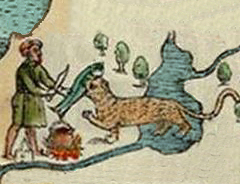
Fischotter als Fischereihelfer

Auf dem Atlantik sind die seefahrenden Länder mit jeweils einem Schiff symbolisiert. Zusätzlich wird das Meer von mehr oder weniger fantastischen Lebewesen bevölkert. Ein Mahlstrom bei den Lofoten vor der norwegischen Küste und Wracks vor Island und Grönland weisen auf die Gefährlichkeit der Seefahrt hin. Im Meer schwimmen Klumpen von Ambra und auch der Walfang ist abgebildet.

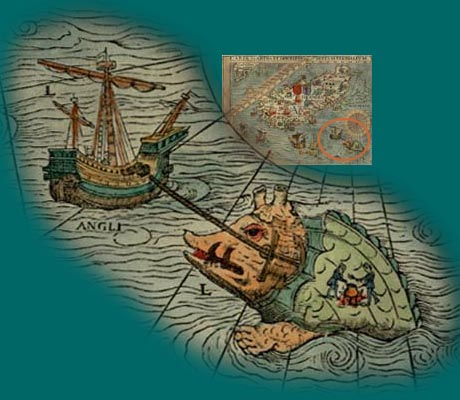
Englische Seeleute (Angli) verwechseln einen Wal mit einer Insel
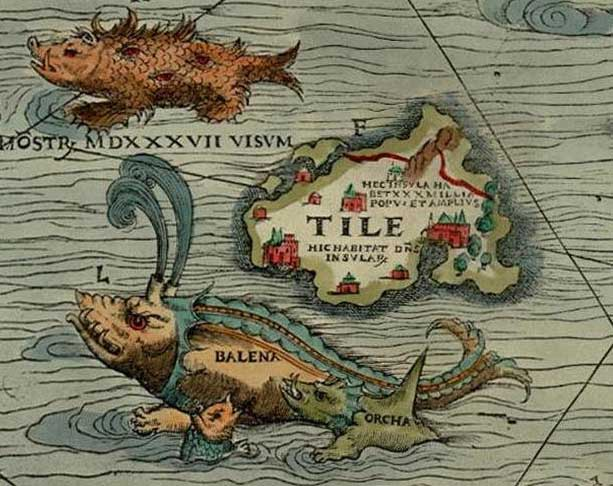
Wal (balena) und Orka (orcha) von Thule (Tile)
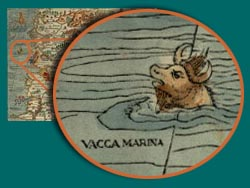
Seekuh (vacca marina)
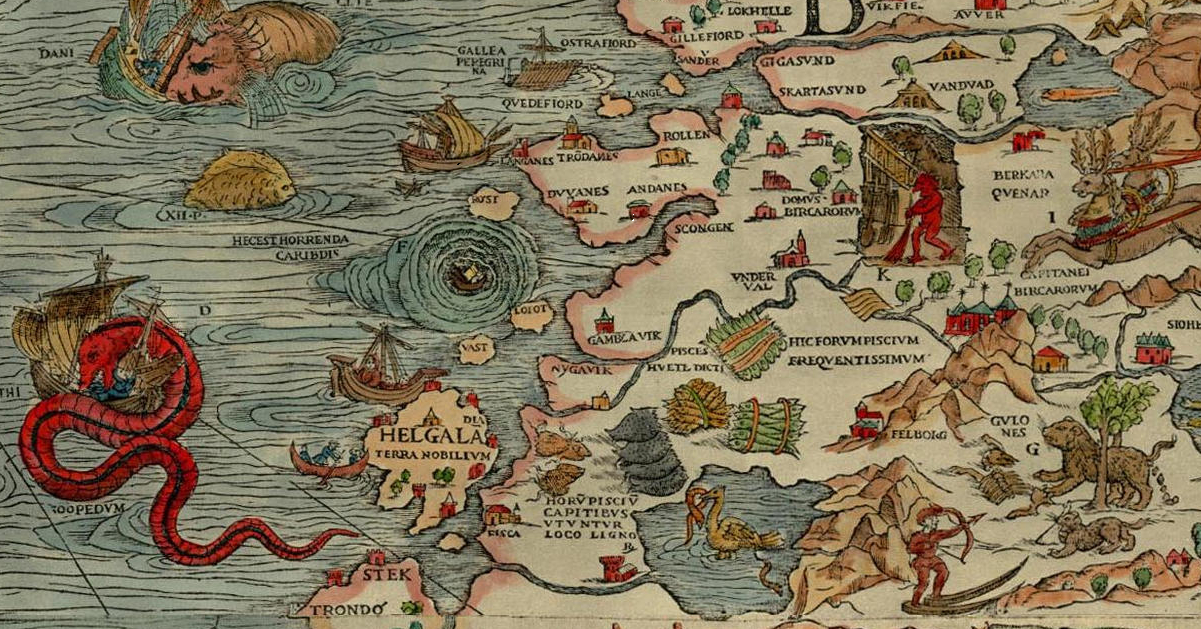
Mahlstrom vor der norwegischen Küste; an Land ein Teufel, der im Viehstall fegt
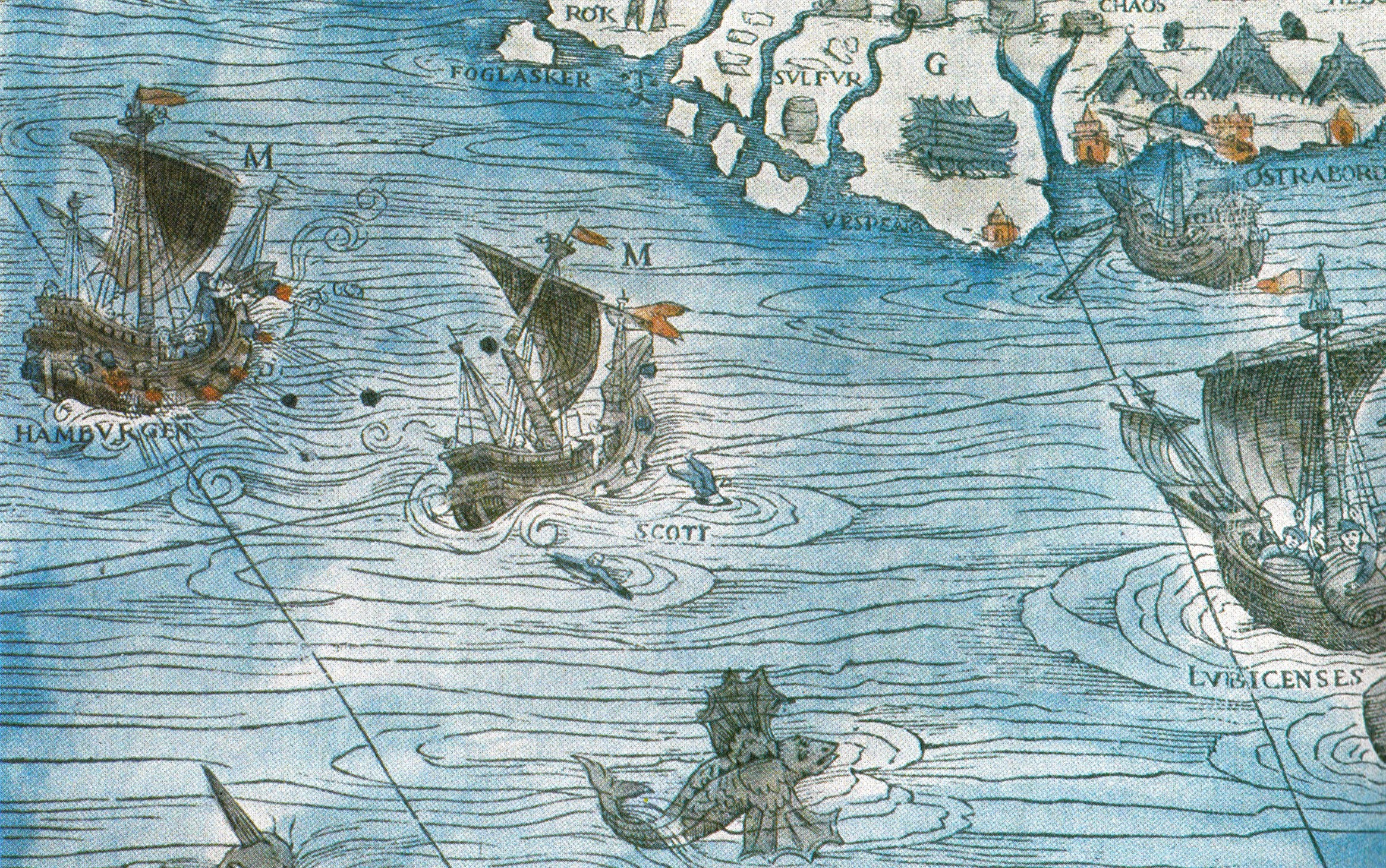
Ein schottisches Schiff wird südlich von Island von einem Hamburger Schiff angegriffen

Von jedem Land ist die politische Zugehörigkeit durch Wappen dargestellt. Den acht thronenden Herrschern von Schottland, England, Dänemark, Norwegen, Schweden, „Gothia“, Polen-Litauen und Moskau ist jeweils ein Spruchband mit einem Bibelvers beigegeben, der ihren Übertritt zum Protestantismus kritisiert bzw. die Treue zum Katholizismus lobt. Außer den Königen von Schweden (Gustavus) und Polen-Litauen, die Olaus Magnus persönlich gekannt haben wird, sind sie nur mit Titel und Reich bezeichnet. Norwegen war im 16. Jahrhundert keine eigenständige Monarchie, sondern mit Dänemark in Personalunion verbunden. Ein Reich namens „Gothia“ existierte nie, sondern ist als Verweis auf den schwedischen Königstitel „König der Schweden, Goten und Wenden“ (Sveriges, Götes och Vendes konung) zu verstehen, der sich auch im Drei-Kronen-Wappen widerspiegelt.
Die stammbaumartige Darstellung der Völker, die Skandinavien bewohnten, in der rechten unteren Ecke, lässt erkennen, dass damit ein skandinavisches Urkönigreich gemeint ist.
An historischen Szenen finden sich die kriegerischen Auseinandersetzungen der Moskoviter einerseits mit Schweden, darunter eine Schlacht auf dem zugefrorenen Meer, und andererseits mit dem Deutschen Orden im Baltikum. Die Carta Marina enthält auch die älteste Abbildung des Danewerks (mvnvmentvum danavirke).

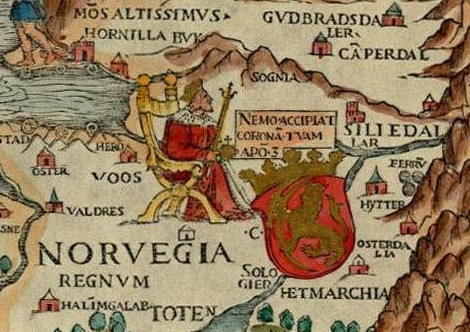
Der König von Norwegen
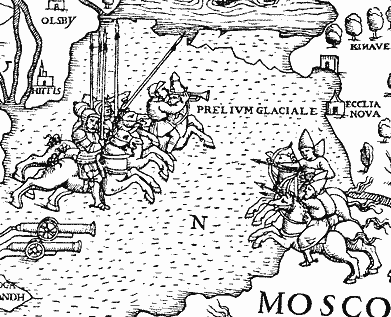
Schlacht auf dem Eis zwischen Schweden und den Moskovitern
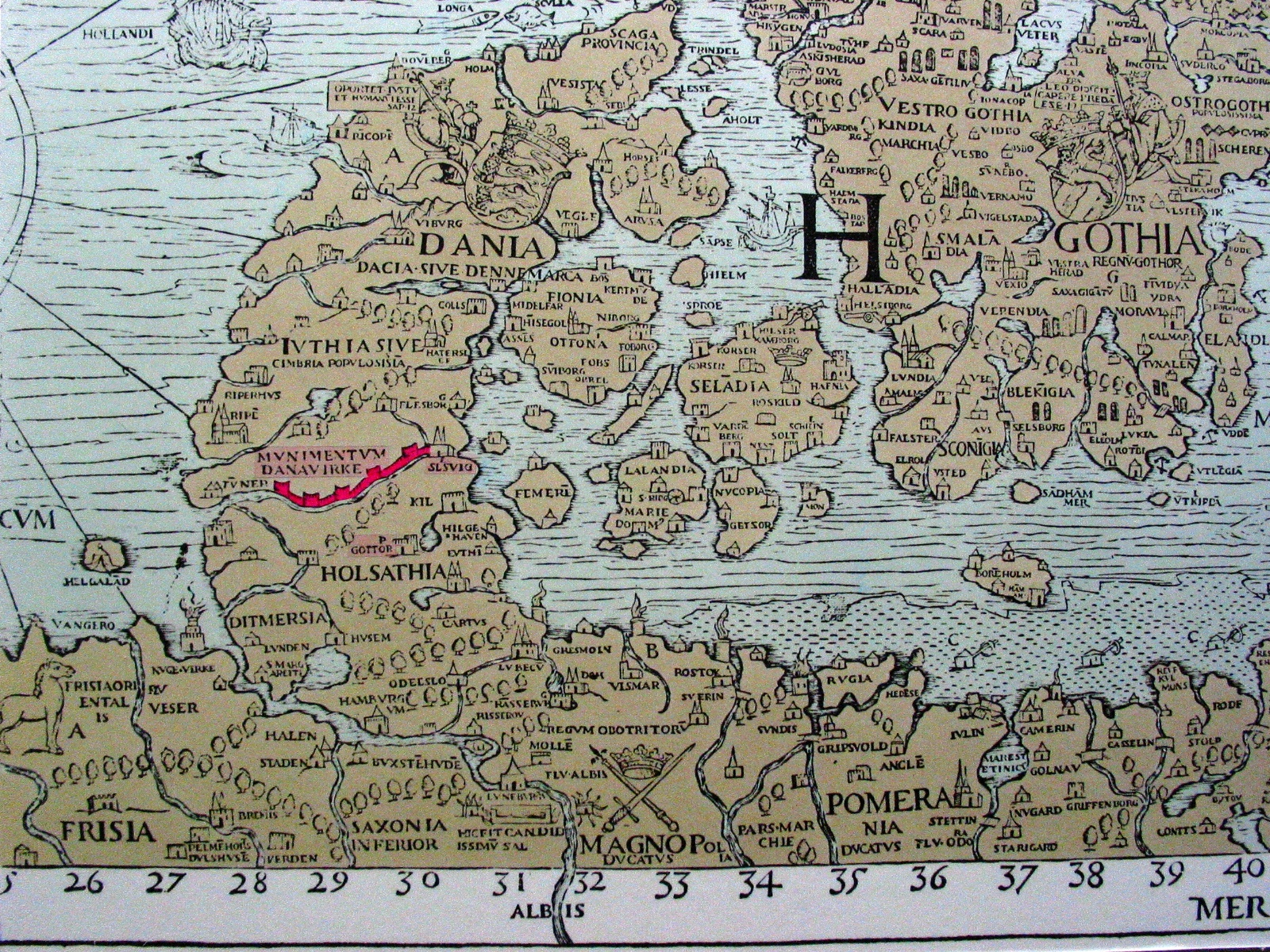
Dänemark mit dem Danewerk und den Königen von Dänemark und Gothia
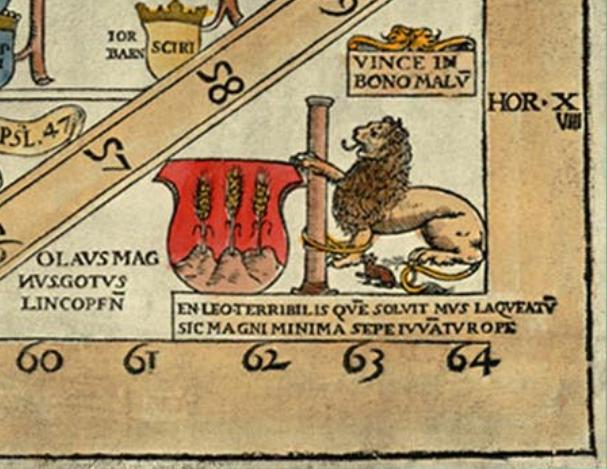
Das Wappen der Familie Magnus

Auch die eigene Familiengeschichte findet Platz: Groß ist das Wappen von Johannes Magnus, dem von der Reformation 1527 aus Schweden vertriebenen Erzbischof von Uppsala, dargestellt, dessen Bruder und Nachfolger im Exil Olaus Magnus war. Der Text daneben verweist darauf, dass Johannes Magnus der rechtmäßige Bischof ist. In der rechten unteren Ecke erscheint das Wappen noch einmal, diesmal ausdrücklich als Signatur. Der gefesselte Löwe daneben stellt das von der durch Gustav Vasa eingeführten Reformation in Ketten gelegte schwedische Volk dar. In der Maus, die laut der Beschreibung den mächtigen, aber gefangenen Löwen durch ihr Nagen befreien kann, sah Olaus Magnus sich möglicherweise selbst. Auch mit einem Reisenden auf Schneeschuhen, der sein Pferd durch das Gebirge zwischen Norwegen und Schweden führt, hat er sich vielleicht selbst auf seiner Reise durch die nördlichen Teile der skandinavischen Halbinsel 1518/19 verewigt, auf der er Land und Leute erkundete, aber auch als Sekretär des päpstlichen Gesandten Giovanni Angelo Arcimboldi das sich ausbreitende Luthertum bekämpfte und Ablässe verkaufte.